# Ole Anderson
Alan Robert Rogowski (Mineápolis, 22 de septiembre de 1942-Monroe, 26 de febrero de 2024), más conocido por su nombre en el ring Ole Anderson, fue un luchador profesional y promotor estadounidense. Ganó numerosos Campeonatos Mundiales en Parejas de NWA con Gene Anderson, quien en kayfabe era su hermano. Su nombre es un juego de palabras con la adelfa, una planta venenosa, cuyo nombre en inglés es oleander.

## Carrera

### National Wrestling Alliance
Él trabajó para promociones sancionadas por National Wrestling Alliance tales como Jim Crockett Promotions (JCP, en Charlotte, Carolina del Norte) y Georgia Championship Wrestling (GCW), donde adoptó el nombre de Ole Anderson y se convirtió en miembro del legendario equipo en parejas llamado Minnesota Wrecking Crew con su "hermano" Gene Anderson después de que Lars Anderson dejó el equipo en la década de 1960. El equipo de Ole y Gene se convirtió en sinónimo de lucha libre en parejas, luchando en JCP y GCW por muchos años consecutivos.
Los Andersons tuvieron rivalidades con estrellas como Mr. Wrestling y Mr. Wrestling II, Wahoo McDaniel, Jack Brisco, Jerry Brisco, Tommy Rich, Johnny Weaver, Dino Bravo, Paul Jones, Ric Flair, Greg Valentine, Ricky Steamboat y Rufus R. Jones a lo largo de los años 70 y principios de los 80.
Detrás de las escenas, Anderson fue también el booker principal para GCW y también tuvo un periodo predeterminando los combates en JCP en 1981-82. Durante un tiempo fue incluso booker de ambas empresas al mismo tiempo, a menudo combinando ambas rosters para supereventos que fueron considerados que ofrecían algunos de los mejores combates en el negocio en ese momento. Más tarde dejó JCP para trabajar como booker y luchar por GCW a tiempo completo.
Cuando Jack y Jerry Brisco vendieron su participación mayoritaria en la promoción a Vince McMahon, Anderson se resistió al cambio y unieron fuerzas con los promotores de NWA Fred Ward y Ralph Freed para iniciar una nueva empresa llamada Championship Wrestling from Georgia.

#### Haciendo equipo con Arn Anderson
En abril de 1985, Jim Crockett Promotions y Championship Wrestling from Georgia esencialmente se fusionaron. Anderson hacía equipo con Thunderbolt Patterson en GCW justo cuando Martin Lunde estaba debutando en JCP como Arn Anderson. Parecía un ajuste natural juntar a los dos "Anderson". Ole pronto traicionó a Thunderbolt y se asoció con Arn como el Minnesota Wrecking Crew.

#### The Four Horsemen
En 1986, Anderson se convirtió en parte de los Four Horsemen original, un stable heel, con Ric Flair, Arn Anderson y Tully Blanchard, y mánager James J. Dillon. Durante su tiempo en los Horsemen, Anderson tuvo rivalidades con Magnum T.A., Dusty Rhodes, The Rock 'n' Roll Express y The Road Warriors. Anderson fue luego expulsado del grupo a favor de Lex Luger a principios de 1987.
Anderson se retiró en 1987, cuando su hijo, Brian, comenzaba su carrera de lucha amateur. Brian más tarde se unió a World Championship Wrestling (WCW) bajo el nombre de Bryant Anderson.

### World Championship Wrestling
Anderson volvió a la lucha con WCW en 1989 para reformar a los Four Horsemen con Flair, Arn y Sting. Rápidamente echaron a Sting del grupo, y Anderson se retiró otra vez para dirigir a los Horsemen, que por entonces también incluían a Barry Windham y Sid Vicious.
En 1990, Anderson había sido elegido para encabezar el comité de booking de WCW, que estaba en aquel entonces comenzando a dejar de usar el nombre de NWA en su programación de televisión. Apareciendo en los créditos de pay-per-views de WCW bajo su verdadero nombre, Anderson fue responsable de algunas de las ideas creativas más infames tratadas de WCW. Entre sus creaciones estaban The Black Scorpion, que pretendía ser un némesis del pasado de Sting. Después de varios desaciertos, el Scorpion finalmente fue revelado como Ric Flair, en un ardid para confundir a Sting y obligarlo a perder el Campeonato Mundial Peso Pesado de WCW. En 1991, Anderson se convirtió en árbitro. Después de que Bill Watts fue despedido, Anderson tomó el control de WCW.

#### Despido
Cuando Eric Bischoff tomó el control de WCW en 1993, tanto Anderson como su hijo se convirtieron en víctimas de su "limpieza de la casa" cuando Bischoff despidió a Brian mientras estaba entrenando en WCW Power Plant. Esto impulsó a Anderson a llamar al jefe de Smoky Mountain Wrestling, Jim Cornette para tratar de conseguir un trabajo a su hijo. La decisión de Anderson de tratar con Cornette, alguien con quien Bischoff estaba en malos términos, sobre propiedad de WCW, fue el factor que llevó a su despido. Bischoff despidió a Anderson por teléfono, a pesar de que habló con Anderson cara a cara el día anterior. La cadena de acontecimientos fue cubierta en una entrevista de Cornette.
En su libro, Controversy Creates Ca$h, Bischoff señaló que Blackjack Mulligan escuchó una vez a Anderson insultar a Bischoff ante otros miembros del personal de WCW. Mulligan, que fue leal a Bischoff por darle un trabajo cuando necesitaba el dinero, barrió con prontitud a Anderson.

### Retiro y fallecimiento
Desde entonces, se ha alejado de los negocios, pero escribió un libro sobre eso titulado Inside Out. Él también ha insinuado no estar en buenos términos con su exsocio y amigo Ric Flair al criticar que Flair había estado "luchado la misma lucha desde hace años". En julio de 2007, Gerweck informó que Anderson ha estado sufriendo de esclerosis múltiple y había empeorado con menor movilidad y pérdida de memoria. Anderson también ha sido vocal acerca de sus problemas personales con Vince McMahon, Michael Hayes, Paul Heyman, Eric Bischoff, Tully Blanchard y Lex Luger.
El 27 de febrero de 2011, fue reportado que Ole Anderson había sido tratado de costillas rotas debido a una caída que sufrió temprano ese día, así como de un brazo roto.
Rogowski murió el 26 de febrero de 2024, a la edad de 81 años.

## En lucha
- Movimientos finales
  - Diving knee drop

- Movimientos de firma
  - Hammerlock[4]

- Mánagers
  - James J. Dillon

- Luchadores dirigidos
  - Arn Anderson
  - Bryant Anderson
  - Paul Ellering
  - Ric Flair
  - Michael Hayes
  - Wild Samoans (Samoan Afa & Samoan Sika)
  - Sid Vicious
  - Barry Windham

## Campeonatos y logros
- American Wrestling Association

- AWA Midwest Heavyweight Championship (1 vez)
- AWA Midwest Tag Team Championship (2 veces) – con Ox Baker (1) y The Claw (1)

- Championship Wrestling from Florida

- NWA Florida Tag Team Championship (1 vez) – con Ron Garvin
- NWA Florida Television Championship (1 vez)

- Georgia Championship Wrestling

- NWA Columbus Heavyweight Championship (1 vez)
- NWA Georgia Tag Team Championship (17 veces) – con Gene Anderson (7), Ivan Koloff (5), Lars Anderson (2), Rene Goulet (1), Ernie Ladd (1), y Jerry Brisco (1)
- NWA Georgia Television Championship (2 veces)
- NWA Macon Heavyweight Championship (1 vez)
- NWA Macon Tag Team Championship (1 vez) – con Gene Anderson
- NWA National Tag Team Championship (1 vez) – con Thunderbolt Patterson (1)
- NWA Southeastern Tag Team Championship (Georgia version) (1 vez) – con Gene Anderson

- Southeastern Championship Wrestling

- NWA Southeastern Heavyweight Championship (Northern Division) (1 vez)

- Mid-Atlantic Championship Wrestling / Jim Crockett Promotions / World Championship Wrestling

- NWA Atlantic Coast Tag Team Championship (4 veces) – con Gene Anderson
- NWA Eastern States Heavyweight Championship (1 vez)
- NWA Mid-Atlantic Tag Team Championship (3 veces) – con Gene Anderson
- NWA National Tag Team Championship (1 vez) – con Arn Anderson
- NWA World Tag Team Championship (Mid-Atlantic version) (8 veces) – con Gene Anderson (7) y Stan Hansen (1)
- WCW Hall of Fame (1994)

- Pro Wrestling Illustrated
  - PWI Equipo del Año (1975, 1977) – con Gene Anderson
  - Situado en el #74 de los PWI Years en 2003[22]

- Wrestling Observer Newsletter

- Equipo del Año (1982) con Stan Hansen